# 북일곶돈대
북일곶돈대(北一串墩臺)는 인천광역시 강화군 화도면 장화리에 있는 조선시대의 돈대이다. 1999년 3월 29일 인천광역시의 기념물 제41호로 지정되었다.

## 개요
돈대는 적의 움직임을 살피거나 공격에 대비하기 위해서 영토내 접경지역 또는 해안지역의 감시가 쉬운 곳에 마련한 초소이다. 대개 높은 평지에 쌓아두는데, 밖은 성곽으로 높게 하고, 안은 낮게 하여 포를 설치해 두는 시설물이다.
장곶보의 관리하에 있었던 이 돈대는 높이 2.5m, 둘레 120m 의 규모를 지닌 직사각형으로, 포좌(포를 놓는 자리) 4곳과, 치첩 32개소를 두었다. 성곽 위에는 몸을 숨길수 있도록 낮게 쌓았던 담의 흔적만 남아 있다.
조선 숙종 5년(1679) 윤이제가 강화유수로 있을 때 설치한 것으로, 함경도·황해도·강원도의 승군 8,000명과 경상도군위어영군사 4,300명이 동원되어 40일만에 지었다고 한다.

## 참고 자료
- 북일곶돈대 - 국가유산청 국가유산포털